# هوی پی. لانگ
هوی پی. لانگ (به انگلیسی: Huey P. Long) سناتور سابق عضو حزب دموکرات ایالات متحده آمریکا بود. وی در سال ۱۹۳۲ تا ۱۹۳۵ میلادی سناتور ایالت لوئیزیانا در سنای ایالات متحده آمریکا بود.